# ملعب الإخوة بوشليق
ملعب الإخوة بوشليق هو ملعب كرة قدم يقع في مقرة، الجزائر. تبلغ سعته 8000 متفرج، ويُعد الملعب الرئيسي لنادي نجم مقرة الذي ينشط في الرابطة الجزائرية المحترفة الأولى.